# Иванчич, Томислав
Томислав Иванчич (хорв. Tomislav Ivančić; 30 сентября 1938, Давор — 17 февраля 2017, Загреб) — католический священник, доктор богословия, декан, профессор Загребского университета, основатель агиотерапии.

## Жизнеописание
Изучал философию и теологию в Загребе и Риме. В 1966 году был рукоположён в сан священника. После окончания доктората в Папском университете он вернулся в Загреб.
В 1975 году он стал профессором католическо-теологического факультета Загребского университета, с 1998 года возглавляет этот факультет. На должности  декана, стал кандидатом на пост ректора университета и был избран в 2001 году, однако по причине болезни не смог выполнять ректорские обязаноости.
В 1983 году стал каноником Загребского собора.
С 2004 года был введен в состав теологической комиссии Ватикана.
Основатель агиотерапии — терапевтической методы духовной медицины, возглавляет Центр духовной помощи (хорв. Centra za duhovnu pomoć, CDP), практикующий агиотерапию. Участвовал в многочисленных радиотрансляциях в собственной программе «Пять минут для вас» (хорв. Pet minuta za tebe). Является автором многочисленных книг на католическую тематику, которые были переведены на несколько иностранных языков. Также Т. Иванчич — член Общества хорватских литературных переводчиков (хорв. Društvj hrvatskih književnih prevoditelja), редактором и корреспондентом многих национальных и международных католических журналов. Священник основал несколько христианских обществ и общин: «Молитва и слово» (Molitva i Riječ, MIR), Центр за лучший мир (Centar za bolji svijet). Участник многих семинаров, посвященных теме религии, как в Хорватии, так и за рубежом.